# District de Prague-Ouest
« Praha-západ » redirige ici. Pour les autres significations, voir Praha et Západ (homonymie).
Le district de Prague-Ouest (en tchèque : okres Praha-západ) est un des 12 districts de la région de Bohême-Centrale, en Tchéquie. Son chef-lieu est la ville de Prague.

## Liste des communes

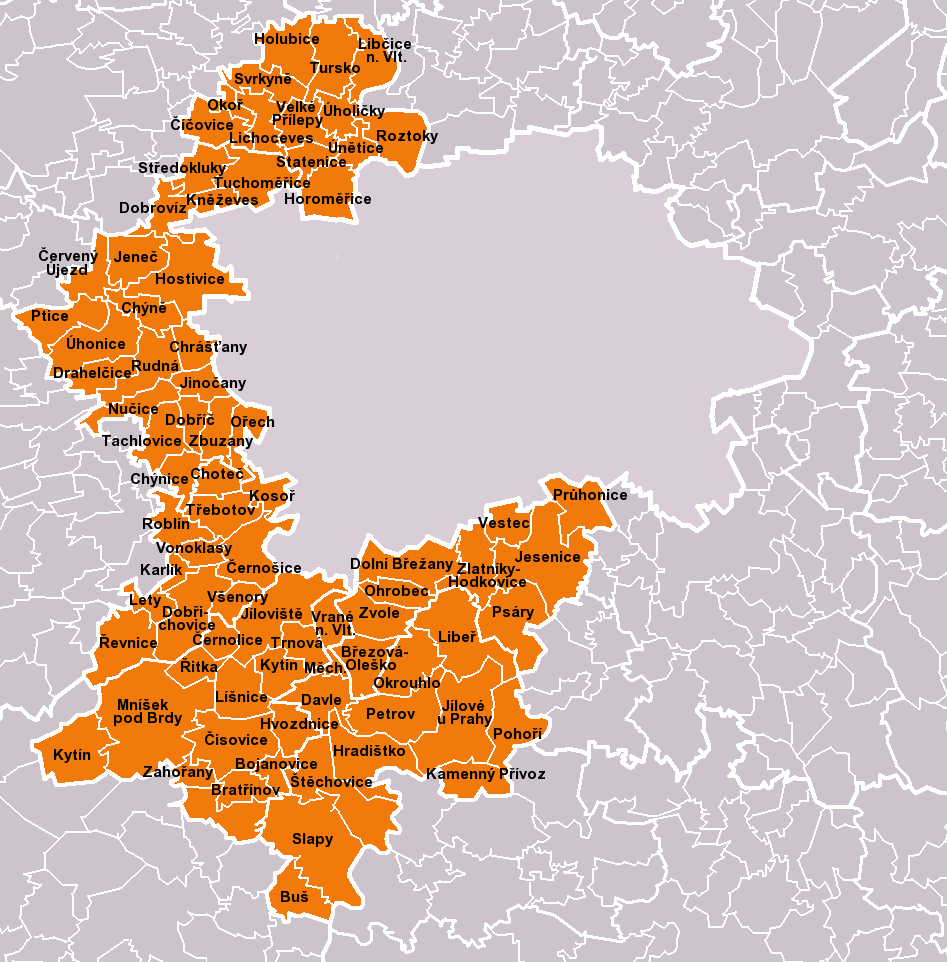
Municipalités du district de Prague-Ouest.

Le district compte 79 communes, dont 10 ont le statut de ville (město, en gras) et 2 celui de bourg (městys, en italique) :
Bojanovice •
Bratřínov •
Březová-Oleško •
Buš •
Černolice •
Černošice •
Červený Újezd •
Choteč •
Chrášťany •
Chýně •
Chýnice •
Číčovice •
Čisovice •
Davle •
Dobrovíz •
Dobříč •
Dobřichovice •
Dolní Břežany •
Drahelčice •
Holubice •
Horoměřice •
Hostivice •
Hradištko •
Hvozdnice •
Jeneč •
Jesenice •
Jílové u Prahy •
Jíloviště •
Jinočany •
Kamenný Přívoz •
Karlík •
Klínec •
Kněževes •
Kosoř •
Kytín •
Lety •
Libčice nad Vltavou •
Libeř •
Lichoceves •
Líšnice •
Měchenice •
Mníšek pod Brdy •
Nučice •
Ohrobec •
Okoř •
Okrouhlo •
Ořech •
Petrov •
Pohoří •
Průhonice •
Psáry •
Ptice •
Řevnice •
Řitka •
Roblín •
Roztoky •
Rudná •
Slapy •
Statenice •
Štěchovice •
Středokluky •
Svrkyně •
Tachlovice •
Trnová •
Třebotov •
Tuchoměřice •
Tursko •
Úholičky •
Úhonice •
Únětice •
Velké Přílepy •
Vestec •
Vonoklasy •
Vrané nad Vltavou •
Všenory •
Zahořany •
Zbuzany •
Zlatníky-Hodkovice •
Zvole

## Principales communes
Population des dix principales communes du district au 1er janvier 2024 et évolution depuis le 1er janvier 2023 :
| Jesenice        | 10 483 | en augmentation |
| Hostivice       | 9 155  | en augmentation |
| Roztoky         | 9 034  | en augmentation |
| Černošice       | 7 675  | en augmentation |
| Mníšek pod Brdy | 6 334  | en augmentation |
| Rudná           | 5 395  | en augmentation |
| Horoměřice      | 5 405  | en augmentation |
| Jílové u Prahy  | 5 227  | en augmentation |
| Dolní Břežany   | 4 694  | en augmentation |
| Psáry           | 4 226  | en augmentation |
| Řevnice         | 3 769  | en augmentation |
| Velké Přílepy   | 3 603  | en augmentation |